# 坎佩尔托尼奥
坎佩尔托尼奥（意大利语：Campertogno），是意大利北部皮埃蒙特大区韦尔切利省的一个市镇。人口246(2010年12月31日)。